# 卢森堡语言
多語現象在盧森堡十分普遍。在法律層面以及社會生活上，盧森堡人在不同的情況以及領域下會分別使用法語、德語以及盧森堡語（一種19世紀產生的德語方言，帶有較多的法語借词）。另外，多數盧森堡人都會學習英語或者其他語言作為外語。盧森堡國內數量可觀的移民亦為這個小型國家帶來了不少語言。

## 官方语言
1984年，盧森堡頒布了專門的法律來規定盧森堡的法律以及行政語言，其中包含了以下條款

1. 盧森堡的國語為盧森堡語。
2. 法律条文用法语书写。
3. 政府可使用盧森堡語、德語以及法語。
4. 政府問詢：如果盧森堡公民向政府用盧森堡語、德語或者法語問詢，政府必須盡可能地用對應語言作答。

在很多其他多語國家，例如比利時，瑞士或者加拿大，通常由區域來取決不同語言的使用；但是在盧森堡，卻是通過功能來取決使用何種語言──即盧森堡人會根據不同的社會場合來判別使用那種語言。

## 教育
在學校，根據年齡段以及學科的劃分，所有學生都必須學習三種官方語言。在小學，授課語言是德語，但通常都會加上盧森堡語的註解；而在中學階段，一般而言，直至9年級之前，除了數學科和科學科用法語授課以外，其他科目都一律用德語授課。而從10年級開始一直到13年級，授課語言就取決於學生的水平。通常較難的課程，例如商業以及政治領域，就會用法語來授課。而較為簡單的課程就傾向於不使用法語。但是縱觀整個中學教育，無論是用法語還是德語授課，通常都會加上盧森堡語註解。

## 议会
盧森堡的政府網站主要爲法語，但是一些針對外國人的內容，亦可能會用英語或者德語書寫。
在众议院中，法案會首先使用標準德語書寫，而當辯論時候，議員通常用盧森堡語發言，但是有時亦會使用法語（特別是援引法律的時候）。最終的法律條文則使用法語書寫。
至於國家元首盧森堡大公的網站則爲法語。但在聖誕致辭的時候，則會使用盧森堡語，並且附帶法語翻譯。以大公於2018年的聖誕致辭爲例：致辭的大部分大公都在使用盧森堡語，但是當提及盧森堡外國人的重要性時，大公突然轉用法語，因爲在盧的外國人使用最多的語言是法語。

## 大众媒体
盧森堡的報紙通常使用德語，有時亦會使用法語。而在電視以及電台廣播中，則通常用盧森堡語。新聞媒體中的盧森堡語在發音以及用詞方面都明顯受到標準德語的強烈影響 廣播電台急於把新聞從德國媒體實時翻譯成盧森堡語，但是卻忽略了盧森堡語的行文風格。結果是，盧森堡的多數新聞都是由德語所直譯，句法以及用詞都一成不變地直接保留德語用法。 整個句子的音系亦因為引用迥異於盧森堡語的音調而產生變化。

### 廣告
盧森堡的廣告用語視乎於媒介、受衆等因素。招牌、報紙、雜誌等平面廣告及商品目錄、海報等通常會用法語。但如果廣告中想強調本地元素，則會使用盧森堡語。盧森堡的公共標誌亦使用法語，有時候可能會添加盧森堡語、德語或英語。
至於電視廣告等廣播廣告，如果是某種國際品牌的商品或服務，例如汽車及電視等，通常會完全使用法語。但是如果是本地品牌，廣告則會使用盧森堡語，並且配上法語標語。

## 日常生活
通常而然，在日常生活中，如果跟外國人對話，盧森堡人會傾向於用對方首先使用的語言作答（多數是法語、標準德語、英語以及荷蘭語）。由於盧森堡龐大的外籍人口，當地人通常比較樂意在日常生活中使用外語，亦會盡可能地使用外籍人士的母語。例如，學習過標準德語的美國人會發現，儘管明知對方會說德語，但盧森堡人還是會經常用英語與其對話。

一般來說，法語在餐廳以及酒館中比較常用，因為盧森堡人會覺得上述地方的員工會說法語，所以亦不會主動使用盧森堡語。在較少時候，甚至如果外國人試圖用盧森堡語與餐館員工說話，對方亦會用法語應答"Qu'est-ce que vous dites?"（法語：您說什麼？）。但是在非正式的聚飲場合，人們亦會使用盧森堡語。

## 書面盧森堡語
盧森堡語的文學傳統可以追溯到19世紀20年代，當時就開始發現出一系列的詩歌、戲劇最後還有口述散文。 然而，一般盧森堡人都會覺得不太適應閱讀盧森堡語。學童通常要直到11歲或12歲才開始閱讀書面盧森堡語。僅管如此，亦不是所有的老師都會遵循教育大綱去教書面盧森堡語，一些老師會更傾向於教標準德語，因為最後亦導致學生不會閱讀書面盧森堡語。這樣的教育體制下，就造成只有一小部分盧森堡知識分子認為閱讀書面盧森堡語是一件樂事。多數的盧森堡人還是僅僅把他們的國語當成是口頭語言。
在私人通信方面，不同的社會階層有其語言偏好。例如，上層社會會傾向使用法語，而盧森堡語則主要用於傳遞一種國家情感及認同。上層社會較不屑使用德語，並且認爲寫德語是法語不夠好的標誌。不過亦有部分上層社會人士會使用德語和較親近的親友溝通。而其他社會階層則更多使用德語，隨後是盧森堡語，法語在非上層社會中不如前兩者受歡迎。
總言之，若果對話方兩方早已認識，盧森堡人會首選使用標準德語，隨後是法語和盧森堡語，不過正如上文所提，階層屬性會對語言選擇產生決定影響。但是若果是陌生人之間，則很少會直接使用盧森堡語，因爲盧森堡語被視爲是較私密關係中的才會用的語言。